# Liwia Druzylla

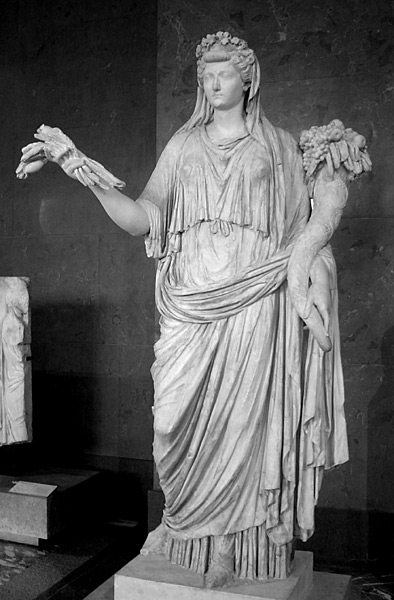
Posąg Liwii

Liwia Druzylla (Livia Drusilla; Iulia Augusta, ur. 30 stycznia 58 p.n.e.; zm. 29 n.e.) – rzymska patrycjuszka, córka Marka Liwiusza Druzusa Klaudianusa i Alfidii.
Jej matka, Alfidia, pochodziła z mało znaczącego rodu, ale ojciec, urodzony jako Appius Klaudiusz Pulcher i adoptowany w dzieciństwie przez Marka Liwiusza Druzusa, trybuna w 91 p.n.e. zapewnił jej prestiż rodów Liwiuszów i Klaudiuszów. Liwia Druzylla poślubiła swojego kuzyna, Tyberiusza Klaudiusza Nerona, gdy miała około 15 lat. Urodził im się syn, przyszły cesarz Tyberiusz, a gdy była w szóstym miesiącu ciąży z drugim synem, Druzusem, poślubiła Oktawiana (w 38 p.n.e.). Rozwód i małżeństwo zaaranżował Oktawian, który potrzebował politycznych koneksji Liwiuszów i Klaudiuszów. Ich małżeństwo trwało ponad pięćdziesiąt lat i cechowało się wzajemną lojalnością i szacunkiem. Było jednak bezdzietne, jedyne ich dziecko urodziło się martwe.
Pozycja pierwszej damy cesarskiego dworu, powiązania rodzinne i prywatne bogactwo pozwoliło jej odgrywać znaczącą rolę przez całe życie. Jej potomkami byli wszyscy cesarze dynastii julijsko-klaudyjskiej. Była oskarżana o zbrodnicze pozbywanie się kolejnych pretendentów do sukcesji po Auguście dla zapewnienia tronu swojemu synowi. Dzięki jej zabiegom August adoptował Tyberiusza i wyznaczył go na swojego następcę. Po śmierci Augusta zgodnie z jego wolą Liwia otrzymała tytuł augusty, została członkiem jego rodu (Gens Iulia) i odtąd była nazywana Julia Augusta. Tyberiusz był niechętny jej wpływom i nie powrócił do Rzymu nawet na jej pogrzeb – została pochowana w Mauzoleum Augusta.
Julia Augusta została zaliczona w poczet bogów w 42 n.e. jako Diva Augusta przez Klaudiusza – jej wnuka.
Małżeństwa i dzieci:
- Tyberiusz Klaudiusz Neron
  - Tyberiusz – cesarz rzymski (14–37)
  - Druzus – ojciec Klaudiusza – cesarza (41–54) i Germanika
- Oktawian August